# Nico Minardos
Nico Minardos (15 de febrero de 1930 - 27 de agosto de 2011) fue un actor cinematográfico y televisivo grecoestadounidense. 

## Biografía
Nacido en el barrio ateniense de Pangrati, Grecia,
Nico Minardos trabajó por vez primera ante las cámaras en Hollywood como extra del film de 1952 Monkey Business, protagonizado por Cary Grant, Ginger Rogers, y Marilyn Monroe. Otros de los títulos en los que trabajó fueron Holiday for Lovers (con Jill St. John), Twelve Hours to Kill (con Barbara Eden), It Happened in Athens (con Jayne Mansfield) y Cannon for Cordoba, un western con George Peppard y Pete Duel.
Sin embargo, la mayor parte de su trabajo fue televisivo, actuando en una gran variedad de programas. Debido a su aspecto físico y a su acento, a menudo fue escogido para hacer papeles de mexicano, una tendencia que puede observarse a todo lo largo de su carrera. Entre dichos papeles figuran el de un ladrón en el episodio de Maverick "The Judas Mask", el de un doctor en la entrega de The Twilight Zone "The Gift", y dos actuaciones en Alias Smith and Jones, primero como un bandido en "Journey from San Juan," y después como un alcalde mexicano en "Miracle at Santa Marta." En las dos últimas actuaciones trabajó con su compañero de reparto en Cannon for Cordoba, Pete Duel, que interpretaba a Hannibal Heyes, el alias Smith del título. También actuó como jefe policial en Ladrón sin destino en el episodio 35 'El superplan Baranoff' como actor invitado, al igual que Jessica Walter.
Minardos se casó dos veces. Su primer matrimonio, breve, fue a mediados de la década de 1950 con Deborah Jean Smith (a veces llamada incorrectamente Deborah Ann Montgomery). La pareja no tuvo hijos. Dos años después de divorciarse, Deborah se casó con el actor Tyrone Power. Minardos volvió a casarse en 1966, esta vez con Julie Minardos, con la que tuvo dos hijos, George y Nina. Fuera de sus matrimonios, Minardos habría tenido relación sentimental con la actriz Marilyn Monroe y con la actriz y bailarina Juliet Prowse.
El 28 de septiembre de 1966, Minardos, que trabajaba con el actor Eric Fleming en la filmación de una producción de MGM-TV en Perú que iba a titularse "Selva Alta", se vio involucrado en un accidente con una canoa en el río Huallaga durante el cual Fleming se ahogó. Minardos, un buen nadador, fue incapaz de salvar a Fleming y escapó con vida por poco. El cuerpo de Fleming no se recuperó hasta tres días más tarde.
En 1975 Minardos protagonizó y produjo Assault on Agathon, film basado en el libro de Alan Caillou, y en el que interpretaba a Cabot Cain. En la película trabajaban Marianne Faithfull y John Woodvine. El último trabajo de Minardos fue una actuación en 1983 en un episodio de The A-Team.
En 1986 Minardos fue uno de los acusados en un caso relacionado con el asunto Irán-Contra, todo ello a causa de su relación comercial con el mercader árabe Adnan Khashoggi. Minardos fue detenido en una operación del FBI en Nueva York y acusado por Rudy Giuliani de conspiración para la venta ilegal de armas a Irán. Fue defendido por los afamados abogados antigubernamentales William Kunstler y Ron Kuby. Aunque la acusación fue finalmente retirada, el coste de su defensa le llevó a la bancarrota y al final de su carrera en Hollywood. Minardos cambió su casa en Beverly Hills por un yate en Florida, navegando finalmente a su natal Grecia con una tripulación que incluía a su hijo George.
En las décadas de 1990 y 2000 Minardos vivió retirado en Fort Lauderdale, Florida, aunque en 2009, tras sufrir un ictus, volvió a Sur de California. 
Nico Minardos falleció en Woodland Hills (Los Ángeles), California, en 2011.Obituary - Variety